# Christopher Geidt
Sir Christopher Edward Wollaston MacKenzie Geidt, barone Geidt (17 agosto 1961), è un funzionario britannico.

## Biografia

### Carriera
Geidt frequentò la Dragon School, Oxford e il Trinity College. Si laureò in Scienze della guerra al King's College London e in Relazioni Internazionali presso Trinity Hall. Trascorse dei periodi presso le Università di Bristol, di Harvard e al Magdalen College di Oxford.
Si arruolò nelle Scots Guards e ha frequentato la Royal Military Academy Sandhurst. L'invalidità nel 1983 gli permise di diventare un ufficiale dell'Intelligence Corps.
Nel 1987 fece parte dello staff del Royal United Services Institute for Defence Studies. Dal 1994 ha lavorato per conto del Foreign Office britannico in sedi diplomatiche a Sarajevo, Ginevra e Bruxelles.
Nel 1991, Geidt e Anthony de Normann citarono in giudizio il giornalista John Pilger e la Central Television per il documentario Cambogia: The Betrayal.
Durante e dopo la guerra in Bosnia (1992-1995), gli venne affidato il compito di mantenere i contatti con la leadership dei serbi in Bosnia, tra cui Radovan Karadžić, Momčilo Krajišnik e il generale Ratko Mladić, tutti, poi, incriminati per crimini di guerra.
Nel 2002 divenne Assistente Segretario Privato della Regina. Divenne segretario privato nel 2005 e segretario particolare nel 2007. Geidt è anche custode degli archivi della Regina e del Trustee of the Royal Collection, la Regina Silver Jubilee Trust e della Queen Elizabeth Diamond Jubilee Trust. Nel 2007 divenne membro del Consiglio privato.

### Matrimonio
Nel 1996 sposò Emma Charlotte Angela Neil, figlia di Patrick Neill, barone Neill.